# Готен Либарен
Готен Либарен (фр. Gotein-Libarrenx) насеље је и општина у југозападној Француској у региону Аквитанија, у департману Атлантски Пиринеји која припада префектури Олорон Сен Мари.
По подацима из 2011. године у општини је живело 447 становника, а густина насељености је износила 38,04 становника/km². Општина се простире на површини од 11,75 km². Налази се на средњој надморској висини од 363 метара (максималној 585 m, а минималној 140 m).

## Демографија
| 1962. | 1968. | 1975. | 1982. | 1990. | 2011. |
| ----- | ----- | ----- | ----- | ----- | ----- |
| 448   | 441   | 486   | 444   | 453   | 447   |

График промене броја становника у току последњих година